# Дільшод Мансуров
Дільшод Мансуров (узб. Дильшод Мансуров; нар. 12 грудня 1983, Ташкент, Узбецька РСР) — узбецький борець вільного стилю, бронзовий призер та дворазовий чемпіон світу, чемпіон Азії, триразовий чемпіон Азійських ігор, учасник трьох Олімпійських ігор.

## Біографія
Боротьбою почав займатися з 1992 року. Був чемпіоном Азії (2000) та дворазовим чемпіоном світу серед юніорів (2000, 2001). Дільшод Мансуров є директором дитячо-юнацької спортивної школи № 1 міста Келес (Узбекистан).

## Виступи на Олімпіадах
| Змагання                    | Збірна     | Вагова категорія | Місце |
| --------------------------- | ---------- | ---------------- | ----- |
| Літні Олімпійські ігри 2004 | Узбекистан | 55 кг            | 10    |
| Літні Олімпійські ігри 2008 | Узбекистан | 55 кг            | 5     |
| Літні Олімпійські ігри 2012 | Узбекистан | 55 кг            | 14    |

## Виступи на Чемпіонатах світу
| Змагання                        | Збірна     | Вагова категорія | Місце  |
| ------------------------------- | ---------- | ---------------- | ------ |
| Чемпіонат світу з боротьби 2001 | Узбекистан | 54 кг            | 7      |
| Чемпіонат світу з боротьби 2003 | Узбекистан | 55 кг            | Золото |
| Чемпіонат світу з боротьби 2005 | Узбекистан | 55 кг            | Золото |
| Чемпіонат світу з боротьби 2007 | Узбекистан | 55 кг            | 5      |
| Чемпіонат світу з боротьби 2009 | Узбекистан | 60 кг            | Бронза |
| Чемпіонат світу з боротьби 2010 | Узбекистан | 60 кг            | 19     |
| Чемпіонат світу з боротьби 2011 | Узбекистан | 55 кг            | 23     |

## Виступи на Чемпіонатах Азії
| Змагання                       | Збірна     | Вагова категорія | Місце  |
| ------------------------------ | ---------- | ---------------- | ------ |
| Чемпіонат Азії з боротьби 2005 | Узбекистан | 55 кг            | Золото |
| Чемпіонат Азії з боротьби 2014 | Узбекистан | 61 кг            | 10     |

## Виступи на Азійських іграх
| Змагання           | Збірна     | Вагова категорія | Місце  |
| ------------------ | ---------- | ---------------- | ------ |
| Азійські ігри 2002 | Узбекистан | 55 кг            | Золото |
| Азійські ігри 2006 | Узбекистан | 55 кг            | Золото |
| Азійські ігри 2010 | Узбекистан | 55 кг            | Золото |

## Виступи на Кубках світу
| Змагання                    | Збірна     | Вагова категорія | Місце |
| --------------------------- | ---------- | ---------------- | ----- |
| Кубок світу з боротьби 2001 | Узбекистан | 58 кг            | 5     |
| Кубок світу з боротьби 2005 | Узбекистан | 60 кг            | 4     |
| Кубок світу з боротьби 2010 | Узбекистан | 60 кг            | 11    |

## Виступи на інших змаганнях
| Змагання                                                  | Збірна     | Вагова категорія | Місце  |
| --------------------------------------------------------- | ---------- | ---------------- | ------ |
| Центральноазійські ігри 1999                              | Узбекистан | 54 кг            | Бронза |
| Гран-прі Німеччини з боротьби 2002                        | Узбекистан | 55 кг            | Золото |
| Чемпіонат світу з боротьби серед військовослужбовців 2003 | Узбекистан | 60 кг            | 7      |
| Золотий Гран-прі з боротьби 2006                          | Узбекистан | 55 кг            | Золото |
| Гран-прі Німеччини з боротьби 2009                        | Узбекистан | 60 кг            | Бронза |
| Золотий Гран-прі з боротьби 2009                          | Узбекистан | 60 кг            | Бронза |
| Золотий Гран-прі з боротьби 2010                          | Узбекистан | 60 кг            | 10     |
| Київський Міжнародний турнір з вільної боротьби 2011      | Узбекистан | 55 кг            | Срібло |
| Олімпійський кваліфікаційний турнір 2012                  | Узбекистан | 60 кг            | 8      |
| Олімпійський кваліфікаційний турнір 2012                  | Узбекистан | 55 кг            | Срібло |
| Турнір Чорного моря 2012                                  | Узбекистан | 60 кг            | Срібло |
| Турнір Алі Алієва 2014                                    | Узбекистан | 57 кг            | 25     |
| Міжнародний турнір Д. А. Кунаєва 2014                     | Узбекистан | 57 кг            | Срібло |